# 小行星5407
小行星5407（英語：5407）是一颗围绕太阳公转的小行星。1992年1月4日，上田清二、金田宏在钏路市发现了此天体。
这颗小行星的绝对星等为108.7273998527007等。